# Адольф Вильгельм Саксен-Эйзенахский
Адольф Вильгельм Саксен-Эйзенахский (нем. Adolf Wilhelm von Sachsen-Eisenach; 15 мая 1632, Веймар — 21 ноября 1668, Айзенах) — герцог Саксен-Эйзенахский с 17 мая 1662 года.

## Биография
Адольф Вильгельм был сыном саксен-веймарского герцога Вильгельма и Элеоноры Доротеи Ангальт-Дессауской. В 19-летнем возрасте он совершил путешествие по нескольким европейским странам (включая Францию). В 1656 году Адольф Вильгельм в чине полковника поступил на службу к шведскому королю Карлу X Густаву (который в это время воевал с Речью Посполитой), однако впоследствии, после встречи с посланником императора, перешёл на службу в имперскую армию. В 1661 году шведский король предложил ему чин генерал-майора, но Адольф Вильгельм отказался.
Когда в 1662 году умер его отец, его владения были разделены, и Адольф Вильгельм получил Саксен-Эйзенах, при этом часть доходов от герцогства шла его младшему брату Иоганну Георгу, который поселился там же.

## Семья и дети
18 апреля 1663 года Адольф Вильгельм женился в Вольфенбюттеле на Марии Елизавете Брауншвейг-Вольфенбюттельской. У них было пятеро детей:
- Карл Август (1664—1665)
- Фридрих Вильгельм (1665—1665)
- Адольф Вильгельм (1666—1666)
- Эрнст Август (1667—1668)
- Вильгельм Август (1668—1671)

Адольф Вильгельм скончался в 1668 году за 9 дней до рождения своего последнего сына, который и стал новым герцогом Саксен-Эйзенахским (с дядей Иоганном Георгом в качестве регента).